# Кропоткин, Николай Дмитриевич
Князь Никола́й Дми́триевич Кропо́ткин (1872—1937) — курляндский и лифляндский вице-губернатор, церемониймейстер, основатель курорта Зегевольд в Лифляндии.

## Биография

### Ранние годы и происхождение
Сын харьковского губернатора князя Дмитрия Николаевича Кропоткина, убитого в 1879 году народовольцем Григорием Гольденбергом, и графини Ольги Александровны Борх (1847—1898). Внук директора Императорских театров графа А. М. Борха. Троюродный племянник анархиста князя П. А. Кропоткина (отцы Дмитрия Николаевича и Петра Алексеевича были братьями). Землевладелец Рижского уезда Лифляндской губернии (более 3288 десятин при замке Зегевольд) и Епифанского уезда Тульской губернии (247 десятин при имении «Клекотки»).
Убийство Дмитрия Николаевича произошло по приговору революционной организации «Земля и воля», вменившей губернатору жестокое подавление студенческих волнений в Харьковском университете и насилие по отношению к политзаключённым в Харьковской тюрьме, которую называли «домом ужасов». После смерти главы семейства оно перебралось в имение Зегевольд в Лифляндии, где прошли детские годы Николая.

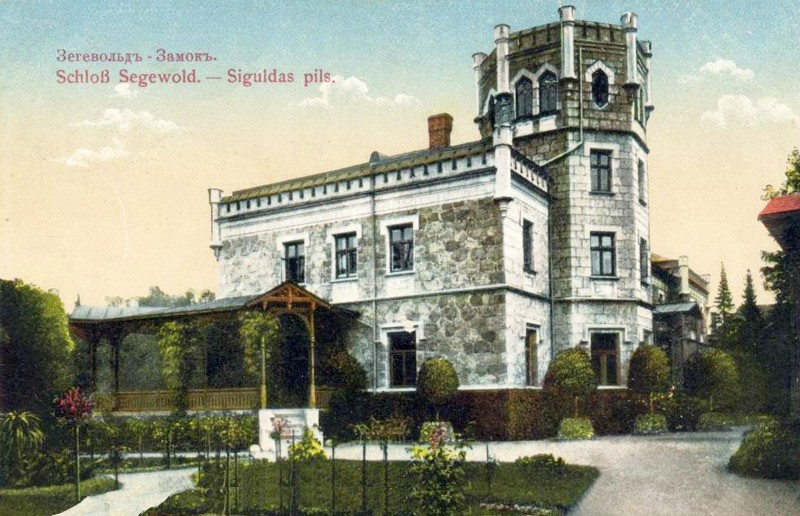
Замок Зегевольд на дореволюционной открытке

Воспитывался в Пажеском корпусе, где окончил 6 классов. В службе с 22 октября 1892 года, прапорщик запаса армейской кавалерии. В 1893—1901 годах состоял и. д. корреспондента Главного управления государственного коннозаводства по Сыр-Дарьинской области, в 1902—1917 годах — корреспондентом ГУГК по Лифляндской губернии.

### В Лифляндии
Со смертью матери унаследовал родовое имение Борхов «Зегевольд» вместе с одноименным замком. В 1899 году был внесен в матрикулы Лифляндского рыцарства и получил право именоваться «князь фон Кропоткин». Превратил Зегевольд в курорт (современное название — Сигулда), который получил прозвище «Лифляндская Швейцария» и стал известен не только в России, но и в Европе. При Николае Дмитриевиче были построены вокзал, гостиница и 900-метровая санная трасса. Часть земель была продана для строительства дач и пансионатов.

### На государственной службе
В 1903 году перешел на службу по Министерству внутренних дел, был комиссаром по крестьянским делам 1-го участка Рижского уезда. 27 июля 1907 года назначен и. д. Курляндского вице-губернатора, 17 мая 1910 года утвержден в должности. В том же году был пожалован в церемониймейстеры. 16 мая 1912 года переведён на должность вице-губернатора в Лифляндию и занимал её до 1915 года, когда был причислен к Министерству внутренних дел. 6 декабря 1913 года был произведён в действительные статские советники за отличие по службе. Кроме того, состоял почётным мировым судьёй Митаво-Бауского и Рижско-Вольмарского округов, а также членом Лифляндского губернского комитета Главного комитета по призрению детей лиц, погибших в войну с Японией.

### Эмиграция
В 1922 году имение «Зегевольд» было национализировано Латвийской республикой. Князь Кропоткин эмигрировал в Германию.
Умер в 1937 году в Берлине. Был похоронен на кладбище Тегель рядом со своим старшим сыном.
В 2014 году останки князя Кропоткина и его родных были перезахоронены в Сигулде, на Райской горке.

## Семья
С 1893 года был женат на фрейлине Марии Оттоновне Рихтер (1871—1945), дочери генерала от инфантерии О. Б. Рихтера. Их дети:
- Дмитрий (1895, замок Зегевольд — 1931, Берлин), офицер лейб-гвардии Конного полка. В эмиграции в Германии.
- Елизавета (1897—1982). Муж — Карл-Густав-Леон фон Менгден (1895—1921)
- Ольга (1899—1979)
- Мария (1900—1955). Муж — Дмитрий Александрович Клингенберг
- Георгий (1903—1981)

## Награды
- Орден Святого Станислава 2-й ст. (1907)
- Орден Святого Владимира 4-й ст. (по статуту, 1907)
- Орден Святого Владимира 3-й ст. (1915)
- мечи к ордену Св. Владимира 4-й ст. (1916)
- медаль «В память царствования императора Александра III»
- медаль «В память коронации Императора Николая II»
- медаль «За труды по первой всеобщей переписи населения»
- медаль Красного Креста «В память русско-японской войны»
- медаль «В память 100-летия Отечественной войны 1812 г.»
- медаль «В память 300-летия царствования дома Романовых»

Иностранные:
- бухарский Орден Золотой звезды 2-й ст.